# Jehláček a Bodlinka
Jehláček a Bodlinka je československý animovaný televizní seriál z roku 1983 poprvé vysílaný v rámci večerníčku v červenci téhož roku.
Pod tvorbou díla je podepsán zejména Josef Lamka, který seriál napsal, nakreslil i režíroval. Seriál namluvila Jiřina Bohdalová. Bylo natočeno 13 epizod.

## Seznam dílů
1. Jak se poprali
2. Jak se učili plavat
3. Jak dostali paraplíčko
4. Jak našli gramofon
5. Jak vyzráli na rýmu
6. Jak hlídali sestřičku
7. Jak pouštěli draka
8. Jak šli spát
9. Jak zastupovali maminku
10. Jak léčili jezevce
11. Jak se Jehláček polepšil
12. Jak uklízeli les
13. Jak probudili Lesanku